# Il grande gaucho
Il grande gaucho (Way of a Gaucho) è un film del 1952 diretto da Jacques Tourneur.
È un film western statunitense con Rory Calhoun, Gene Tierney e Richard Boone. È basato sul romanzo del 1948 Way of a Gaucho di Herbert Childs. Il film racconta le avventure di un gaucho argentino, versione sudamericana del cowboy.

## Trama
Argentina, 1875. Martin, un giovane gaucho, viene arrestato e condannato per aver ucciso in duello un uomo che aveva offeso don Miguel, proprietario della fattoria in cui lavora. Proprio grazie ai consigli di don Miguel, commuta la sua condanna arruolandosi come volontario nell'esercito. Ben presto tuttavia, insofferente alla dura disciplina alla quale lo sottopone il maggiore Salinas, diserta e forma una banda di uomini indipendenti che si oppongono con la violenza all'avanzata del progresso, rappresentato dalla costruzione di una ferrovia che attraversa la pampa.
Salinas nel frattempo lascia l'esercito e diviene capo della polizia. Durante la latitanza, Martin libera Teresa, una nobile catturata da un bandito, e decide di scappare con lei in Cile attraversando le Ande a cavallo, ma presto Teresa gli rivela di essere incinta: i due devono quindi tornare indietro e sposarsi, per dare al figlio un cognome legittimo. Una volta nel paese, Martin viene catturato da Salinas e deve di nuovo darsi alla fuga, lasciando Teresa alle cure di padre Fernandez.
Don Miguel chiede a Teresa di rivelargli dove si nasconde Martin: se questi si costituirà volontariamente, grazie a un patto che lui ha stretto con il governatore, Martin potrà infatti avere uno sconto di pena e rifarsi una vita dopo soli tre anni di carcere. Teresa accetta, ma Salinas è ancora sulle loro tracce e, spingendosi all'inseguimento di Miguel, provoca una fuga di bestiame: Miguel cade da cavallo e rimane calpestato a morte dalla mandria in fuga. Martin, sentendosi colpevole della morte di Miguel, torna la stessa notte da Teresa che gli propone di fuggire in Brasile. Martin non accetta, le dà appuntamento per il mezzogiorno successivo in chiesa e si presenta da padre Fernandez per affrontare le conseguenze dei suoi reati. Ma, prima, sposerà Teresa.

## Produzione
Il film, diretto da Jacques Tourneur su una sceneggiatura di Philip Dunne con il soggetto di Herbert Childs (autore del romanzo), fu prodotto dallo stesso Dunne per la Twentieth Century Fox e girato in Argentina (solo alcune scene furono girate in California, nei pressi di Pacific Palisades e Vasquez Rocks). Il film doveva originariamente essere diretto da Henry King ed interpretato da Tyrone Power.

## Colonna sonora
- La Huella, Huella - musica e parole di Felix R. Palorma, parole in inglese di Philip Dunne

## Distribuzione
Il film fu distribuito con il titolo Way of a Gaucho negli Stati Uniti dal 16 ottobre 1952 al cinema dalla Twentieth Century Fox.
Altre distribuzioni:
- nelle Filippine il 9 dicembre 1952
- in Svezia l'11 marzo 1953 (Gauchon)
- in Germania Ovest il 13 marzo 1953 (König der Gauchos)
- in Austria nell'aprile del 1953 (König der Gauchos)
- in Francia il 17 aprile 1953 (Le gaucho)
- in Spagna l'11 maggio 1953 (Martín el gaucho)
- in Finlandia il 29 maggio 1953 (Gauchojen kuningas)
- in Portogallo il 17 settembre 1953 (O Gaúcho)
- in Danimarca il 26 luglio 1954 (Gaucho'en)
- in Turchia nel febbraio del 1955 (Kanunsuz yol)
- in Argentina (Martín el gaucho)
- in Brasile (O Gaúcho)
- in Grecia (Agapisa enan drapeti)
- in Italia (Il grande gaucho)

## Critica
Secondo il Morandini il film è un "western travestito da film di avventure" vantando ritmo, azione e personaggi in linea con la realtà.